# Primera División de España 1959-60
La temporada 1959/60 de la Primera División de España de fútbol, correspondiente a la 29ª edición del campeonato, comenzó el 13 de septiembre de 1959 y terminó el 17 de abril de 1960.
El CF Barcelona revalidó el título conquistado la temporada anterior. Por primera vez en la historia, el título se decidió por el goal average general.

## Sistema de competición
El torneo estuvo organizado por la Real Federación Española de Fútbol.
Como en la temporada anterior, tomaron parte 16 equipos de toda la geografía española, encuadrados en un grupo único. Siguiendo un sistema de liga, se enfrentaron todos contra todos en dos ocasiones -una en campo propio y otra en campo contrario- durante un total de 30 jornadas. El orden de los encuentros se decidió por sorteo antes de empezar la competición.
La clasificación se estableció a razón del siguiente sistema de puntuación: dos puntos para el equipo vencedor de un partido, un punto para cada contendiente en caso de empate y cero puntos para el perdedor de un partido. 
El equipo que más puntos sumó se proclamó campeón de liga y obtuvo la clasificación para la siguiente edición de la Copa de Europa organizada por la UEFA.
Los dos últimos clasificados fueron descendidos directamente a la Segunda División de España para la siguiente temporada, siendo reemplazados por los dos campeones de grupo de dicha categoría. Por su parte, los clasificados en 13.ª y 14.ª posición se vieron obligados a disputar una promoción contra los subcampeones de cada grupo de Segunda. Dicha promoción se jugó por eliminación directa a doble partido, siendo los ganadores los que obtuvieron plaza para la siguiente temporada en Primera División.

## Equipos participantes
Esta temporada participaron 16 equipos. El Real Valladolid y el Elche CF, campeones, respectivamente, de los grupos Norte y Sur de Segunda División reemplazaron a los descendidos Real Gijón y Celta de Vigo. Para el Elche CF este fue su debut en la máxima categoría.
| Equipo                       | Ciudad                   | Estadio               | Aforo  |
| ---------------------------- | ------------------------ | --------------------- | ------ |
| Atlético de Bilbao           | Bilbao                   | San Mamés             | 42.000 |
| Club Atlético de Madrid      | Madrid                   | Metropolitano         | 56.717 |
| Club de Fútbol Barcelona     | Barcelona                | Camp Nou              | 83.868 |
| Real Betis Balompié          | Sevilla                  | Heliópolis            | 16.060 |
| Real Club Deportivo Español  | Barcelona                | Sarriá                | 30.000 |
| Elche Club de Fútbol         | Elche                    | Altabix               | 4.000  |
| Granada Club de Fútbol       | Granada                  | Los Cármenes          | 12.000 |
| Unión Deportiva Las Palmas   | Las Palmas de G. Canaria | Insular               | 20.000 |
| Club Atlético Osasuna        | Pamplona                 | San Juan              | 13.400 |
| Real Oviedo                  | Oviedo                   | Carlos Tartiere       | 20.000 |
| Real Madrid Club de Fútbol   | Madrid                   | Santiago Bernabéu     | 90.123 |
| Real Sociedad de Fútbol      | San Sebastián            | Atocha                | 21.650 |
| Sevilla Club de Fútbol       | Sevilla                  | Ramón Sánchez Pizjuán | 46.000 |
| Valencia Club de Fútbol      | Valencia                 | Mestalla              | 53.190 |
| Real Valladolid Deportivo    | Valladolid               | José Zorrilla         | 21.333 |
| Real Zaragoza Club Deportivo | Zaragoza                 | La Romareda           | 32.416 |

Fuente: Anuario de la RFEF

## Clasificación

### Clasificación final
| Pos | Equipo             | PJ | PG | PE | PP | GF | GC | DG  | Prom.G | Pts |
| --- | ------------------ | -- | -- | -- | -- | -- | -- | --- | ------ | --- |
| 1   | CF Barcelona       | 30 | 22 | 2  | 6  | 86 | 28 | 58  | 3,07   | 46  |
| 2   | Real Madrid        | 30 | 21 | 4  | 5  | 92 | 36 | 56  | 2,56   | 46  |
| 3   | Atlético de Bilbao | 30 | 19 | 1  | 10 | 74 | 45 | 29  | 1,64   | 39  |
| 4   | Sevilla CF         | 30 | 16 | 4  | 10 | 63 | 44 | 19  | 1,43   | 36  |
| 5   | Atlético de Madrid | 30 | 15 | 3  | 12 | 59 | 40 | 19  | 1,48   | 33  |
| 6   | Real Oviedo        | 30 | 13 | 7  | 10 | 38 | 51 | -13 | 0,75   | 33  |
| 7   | Real Betis         | 30 | 15 | 3  | 12 | 42 | 53 | -11 | 0,79   | 33  |
| 8   | RCD Español        | 30 | 11 | 8  | 11 | 33 | 29 | 4   | 1,14   | 30  |
| 9   | Valencia CF        | 30 | 11 | 6  | 13 | 37 | 33 | 4   | 1,12   | 28  |
| 10  | Elche CF           | 30 | 11 | 5  | 14 | 41 | 64 | -23 | 0,64   | 27  |
| 11  | Real Zaragoza      | 30 | 10 | 5  | 15 | 49 | 58 | -9  | 0,84   | 25  |
| 12  | Granada CF         | 30 | 10 | 5  | 15 | 38 | 52 | -14 | 0,73   | 25  |
| 13  | Real Valladolid    | 30 | 11 | 3  | 16 | 48 | 61 | -13 | 0,79   | 25  |
| 14  | Real Sociedad      | 30 | 10 | 3  | 17 | 41 | 61 | -20 | 0,67   | 23  |
| 15  | CA Osasuna         | 30 | 8  | 2  | 20 | 42 | 75 | -33 | 0,56   | 18  |
| 16  | UD Las Palmas      | 30 | 5  | 3  | 22 | 24 | 77 | -53 | 0,31   | 13  |

PJ = Partidos jugados; PG = Partidos ganados; PE = Partidos empatados; PP = Partidos perdidos; GF = Goles a favor ; GC = Goles en contra; DG = Diferencia de goles; Prom.G = Promedio de goles; Pts = Puntos
1. ↑  El Fútbol Club Barcelona jugó dos competiciones europeas. Disputó partidos tanto de la Copa de Ferias como de Copa de Europa. La competición de la Copa de Ferias, durante sus dos primeras ediciones, no era de caracter anual, sino que la primera edición de la Copa de Ferias duró 3 temporadas, de 1955 a 1958, y la segunda de 1958 a 1960.
2. ↑  El Real Madrid se clasificó para Copa de Europa por ser el vigente campeón.

|  | Clasificado para la Copa de Campeones de Europa                  |
|  | Clasificado para la promoción de permanencia en Primera División |
|  | Desciende a Segunda División                                     |

### Evolución de la clasificación
| Equipo / Jornada   | 01 | 02 | 03 | 04 | 05 | 06 | 07 | 08 | 09 | 10 | 11 | 12 | 13 | 14 | 15 | 16 | 17 | 18 | 19 | 20 | 21 | 22 | 23 | 24 | 25 | 26 | 27 | 28 | 29 | 30 |
| ------------------ | -- | -- | -- | -- | -- | -- | -- | -- | -- | -- | -- | -- | -- | -- | -- | -- | -- | -- | -- | -- | -- | -- | -- | -- | -- | -- | -- | -- | -- | -- |
| CF Barcelona       | 2  | 5  | 2  | 1  | 1  | 3  | 2  | 1  | 2  | 1  | 2  | 1  | 3  | 2  | 3  | 3  | 3  | 3  | 3  | 2  | 2  | 2  | 2  | 2  | 2  | 2  | 1  | 1  | 2  | 1  |
| Real Madrid        | 1  | 3  | 1  | 2  | 2  | 1  | 1  | 2  | 1  | 2  | 1  | 2  | 1  | 1  | 1  | 1  | 1  | 1  | 1  | 1  | 1  | 1  | 1  | 1  | 1  | 1  | 2  | 2  | 1  | 2  |
| Atlético de Bilbao | 14 | 12 | 12 | 7  | 10 | 7  | 9  | 6  | 4  | 4  | 3  | 3  | 2  | 3  | 2  | 2  | 2  | 2  | 2  | 3  | 3  | 3  | 3  | 3  | 3  | 3  | 3  | 3  | 3  | 3  |
| Sevilla CF         | 4  | 6  | 11 | 15 | 16 | 14 | 10 | 7  | 9  | 6  | 6  | 6  | 5  | 4  | 5  | 5  | 4  | 4  | 4  | 4  | 5  | 5  | 5  | 5  | 4  | 4  | 5  | 4  | 4  | 4  |
| Atlético de Madrid | 3  | 1  | 3  | 6  | 4  | 8  | 4  | 4  | 3  | 3  | 4  | 4  | 6  | 5  | 4  | 4  | 5  | 5  | 6  | 7  | 10 | 6  | 8  | 6  | 6  | 5  | 4  | 5  | 5  | 5  |
| Real Oviedo        | 9  | 15 | 8  | 3  | 3  | 2  | 3  | 3  | 6  | 5  | 9  | 10 | 10 | 6  | 8  | 11 | 9  | 9  | 11 | 11 | 11 | 11 | 11 | 9  | 9  | 8  | 8  | 7  | 7  | 6  |
| Real Betis         | 16 | 14 | 7  | 5  | 9  | 13 | 13 | 9  | 12 | 13 | 12 | 13 | 13 | 12 | 10 | 8  | 7  | 6  | 5  | 5  | 4  | 4  | 4  | 4  | 5  | 6  | 6  | 6  | 6  | 7  |
| RCD Español        | 11 | 7  | 13 | 14 | 12 | 9  | 7  | 11 | 7  | 10 | 7  | 7  | 7  | 9  | 6  | 6  | 6  | 7  | 7  | 9  | 7  | 7  | 6  | 7  | 7  | 7  | 7  | 8  | 8  | 8  |
| Valencia CF        | 13 | 11 | 15 | 16 | 15 | 16 | 14 | 15 | 14 | 12 | 13 | 12 | 12 | 13 | 11 | 9  | 10 | 10 | 9  | 8  | 6  | 8  | 7  | 8  | 8  | 9  | 9  | 10 | 9  | 9  |
| Elche CF           | 8  | 2  | 9  | 4  | 8  | 12 | 12 | 8  | 11 | 7  | 11 | 11 | 9  | 11 | 9  | 7  | 8  | 8  | 8  | 6  | 9  | 10 | 9  | 10 | 10 | 12 | 10 | 9  | 10 | 10 |
| Real Zaragoza      | 10 | 4  | 10 | 13 | 7  | 5  | 6  | 10 | 13 | 14 | 14 | 14 | 14 | 14 | 14 | 12 | 13 | 11 | 12 | 12 | 12 | 12 | 12 | 12 | 11 | 10 | 11 | 11 | 11 | 11 |
| Granada CF         | 7  | 13 | 6  | 10 | 6  | 4  | 5  | 5  | 5  | 8  | 5  | 5  | 11 | 10 | 13 | 14 | 12 | 13 | 13 | 13 | 13 | 13 | 13 | 13 | 13 | 13 | 13 | 13 | 13 | 12 |
| Real Valladolid    | 6  | 8  | 4  | 8  | 11 | 15 | 11 | 14 | 10 | 9  | 10 | 8  | 8  | 7  | 7  | 10 | 11 | 12 | 10 | 10 | 8  | 9  | 10 | 11 | 12 | 11 | 12 | 12 | 12 | 13 |
| Real Sociedad      | 5  | 9  | 5  | 11 | 5  | 6  | 8  | 12 | 8  | 11 | 8  | 9  | 4  | 8  | 12 | 13 | 14 | 14 | 14 | 14 | 14 | 14 | 14 | 14 | 14 | 14 | 14 | 14 | 14 | 14 |
| CA Osasuna         | 12 | 10 | 16 | 12 | 14 | 11 | 16 | 16 | 16 | 15 | 15 | 16 | 15 | 15 | 15 | 15 | 15 | 15 | 15 | 15 | 15 | 15 | 15 | 15 | 15 | 15 | 15 | 15 | 15 | 15 |
| UD Las Palmas      | 15 | 16 | 14 | 9  | 13 | 10 | 15 | 13 | 15 | 16 | 16 | 15 | 16 | 16 | 16 | 16 | 16 | 16 | 16 | 16 | 16 | 16 | 16 | 16 | 16 | 16 | 16 | 16 | 16 | 16 |

### Promoción de permanencia
- Disputado a doble partido:

| Equipo 1      | Global | Equipo 2   | Ida | Vuelta | Desempate |
| ------------- | ------ | ---------- | --- | ------ | --------- |
| Celta de Vigo | 2-7    | Valladolid | 2-2 | 0-5    | -         |
| Equipo 1      | Global | Equipo 2   | Ida | Vuelta | Desempate |
| Real Sociedad | 2-2    | Córdoba CF | 2-1 | 0-1    | 1-0       |

## Resultados
| Local \ Visitante   | ATH | ATM | BAR | BET | ELC  | ESP | GRA | LAS | OSA | OVI | RMA | RSO | SEV | VAL | VLD | ZAR |
| ------------------- | --- | --- | --- | --- | ---- | --- | --- | --- | --- | --- | --- | --- | --- | --- | --- | --- |
| Atlético de Bilbao  | —   | 5–2 | 4–1 | 4–1 | 5–0  | 2–0 | 3–0 | 4–1 | 4–1 | 6–0 | 1–3 | 4–0 | 2–5 | 2–0 | 4–3 | 3–1 |
| Atlético de Madrid  | 0–1 | —   | 0–1 | 6–1 | 5–1  | 3–1 | 0–2 | 3–0 | 1–2 | 4–0 | 3–3 | 3–0 | 3–2 | 0–0 | 2–3 | 1–1 |
| C. F. Barcelona     | 4–1 | 2–1 | —   | 6–0 | 2–0  | 1–0 | 5–4 | 8–0 | 6–0 | 3–1 | 3–1 | 3–0 | 5–0 | 2–1 | 5–1 | 5–0 |
| Real Betis          | 1–0 | 1–4 | 0–3 | —   | 2–2  | 2–1 | 3–2 | 2–1 | 3–0 | 3–0 | 1–0 | 3–0 | 1–4 | 2–0 | 0–0 | 1–2 |
| Elche C. F.         | 0–1 | 3–4 | 2–1 | 1–3 | —    | 1–0 | 1–0 | 0–0 | 2–1 | 1–0 | 1–5 | 3–2 | 3–2 | 2–1 | 2–1 | 5–0 |
| R. C. D. Español    | 1–0 | 2–0 | 0–1 | 1–1 | 3–0  | —   | 3–0 | 0–0 | 2–1 | 1–1 | 1–1 | 4–2 | 3–1 | 0–2 | 2–0 | 2–1 |
| Granada C. F.       | 3–2 | 1–0 | 0–0 | 1–2 | 0–0  | 1–0 | —   | 5–1 | 2–1 | 0–0 | 3–4 | 0–0 | 0–1 | 1–0 | 3–0 | 2–1 |
| U. D. Las Palmas    | 0–2 | 0–3 | 0–8 | 1–2 | 1–1  | 0–2 | 1–2 | —   | 2–4 | 0–1 | 0–1 | 2–0 | 2–1 | 1–0 | 4–0 | 2–0 |
| C. A. Osasuna       | 1–4 | 1–3 | 2–3 | 0–1 | 1–3  | 1–0 | 2–0 | 4–1 | —   | 4–3 | 1–2 | 1–1 | 1–2 | 2–1 | 4–1 | 2–3 |
| Real Oviedo C. F.   | 2–0 | 1–0 | 2–0 | 1–0 | 1–1  | 1–0 | 2–2 | 1–0 | 2–1 | —   | 1–1 | 2–1 | 2–3 | 0–0 | 2–1 | 5–0 |
| Real Madrid C. F.   | 3–1 | 3–2 | 2–0 | 7–1 | 11–2 | 4–0 | 6–0 | 2–0 | 7–0 | 8–1 | —   | 4–0 | 1–0 | 2–1 | 1–0 | 2–1 |
| Real Sociedad       | 1–3 | 0–3 | 0–0 | 1–0 | 4–2  | 0–2 | 1–0 | 6–0 | 4–1 | 6–2 | 1–3 | —   | 2–0 | 2–0 | 4–2 | 1–0 |
| Sevilla C. F.       | 5–0 | 3–0 | 0–3 | 2–1 | 4–1  | 0–0 | 2–0 | 3–2 | 3–1 | 0–1 | 4–1 | 3–0 | —   | 1–1 | 5–0 | 1–0 |
| Valencia C. F.      | 3–2 | 0–1 | 2–0 | 1–2 | 1–0  | 0–0 | 2–0 | 1–0 | 3–0 | 1–1 | 2–1 | 3–0 | 3–3 | —   | 1–0 | 4–0 |
| Real Valladolid     | 2–2 | 0–1 | 1–4 | 0–1 | 1–0  | 1–1 | 3–2 | 5–0 | 5–1 | 3–0 | 3–1 | 4–1 | 3–1 | 3–2 | —   | 2–1 |
| Real Zaragoza C. D. | 1–2 | 0–1 | 3–1 | 2–1 | 2–1  | 1–1 | 6–2 | 6–2 | 1–1 | 1–2 | 2–2 | 4–1 | 2–2 | 3–1 | 4–0 | —   |

## Máximos goleadores (Trofeo Pichichi)
El húngaro Ferenc Puskás, considerado el mayor goleador del siglo XX, logró el Trofeo Pichichi como máximo anotador del torneo.
| Pos. | Jugador                | Equipo             | Goles |
| ---- | ---------------------- | ------------------ | ----- |
| 1º   | Ferenc Puskás          | Real Madrid        | 26    |
| 2º   | Eulogio Martínez       | CF Barcelona       | 24    |
| 3º   | Eneko Arieta           | Atlético de Bilbao | 19    |
| 4º   | Joaquín Peiró          | Atlético de Madrid | 17    |
| 5º   | Félix Marcaida         | Atlético de Bilbao | 15    |
| 6º   | Paco Gento             | Real Madrid        | 14    |
|      | Tibor Szalay           | Sevilla CF         | 14    |
| 8º   | José Diéguez           | Sevilla CF         | 13    |
|      | Evaristo Macedo        | CF Barcelona       | 13    |
|      | José García, 'Pepillo' | Real Madrid        | 13    |
|      | Luis Suárez            | CF Barcelona       | 13    |

## Otros premios

### Trofeo Balón de Plata
La marca de vermú Cinzano creó esta temporada este premio al mejor jugador de la liga. Jesús Garay, uno de los mejores defensas de la historia del Athletic Club, fue el ganador.
| Pos. | Jugador       | Equipo             | Ptos. |
| ---- | ------------- | ------------------ | ----- |
| 1º   | Jesús Garay   | Atlético de Bilbao | 66    |
| 2º   | Enrique Yarza | Real Zaragoza      | 61    |
| 3º   | Juan Solé     | Real Valladolid    | 59    |

### Copa Duward
| Pos. | Equipo       | Goles |
| ---- | ------------ | ----- |
| 1º   | CF Barcelona | 28    |
| 2º   | RCD Español  | 29    |
| 3º   | Valencia CF  | 33    |

### Trofeo Martini&Rossi
| Pos. | Equipo             | Dif. goles |
| ---- | ------------------ | ---------- |
| 1º   | CF Barcelona       | 58         |
| 2º   | Real Madrid        | 56         |
| 3º   | Atlético de Bilbao | 29         |